# L'Étudiant pauvre (film, 1936)
Pour plus de détails, voir Fiche technique et Distribution.
L'Étudiant pauvre (titre original : Der Bettelstudent) est un film allemand réalisé par Georg Jacoby, sorti en 1936.
Il s'agit d'une adaptation de l'opérette de Carl Millöcker.

## Synopsis
En 1704, la Pologne est dirigé par Frédéric-Auguste de Saxe qui a nommé le colonel Ollendorf Statthalter de Cracovie. Tandis que les rassemblements nocturnes sont interdits, Ollendorf donne un bal qui a comme invités la comtesse désargentée Nowalska et ses deux filles Bronislava et Laura. Bronislava s'intéresse seulement à la nourriture et à la danse, ce qui embarrasse sa mère. Laura, cependant, est assaillie par les hommes. Ollendorf veut une danse avec Laura qui esquive. Mais alors qu'il la serre et lui embrasse l'épaule, elle lui donne un gifle, ce qui est un déshonneur, surtout venant d'une Polonaise. Il rit jaune en pensant à sa vengeance.
À Cracovie un homme mystérieux semble être pourchassé par les soldats. Le Polonais Jan Janicki le cache. L'inconnu se présente à lui comme Symon Rymanowicz. Ils se rendent vite compte qu'ils veulent la liberté de la Pologne, Jan invite Symon à une réunion de son groupe révolutionnaire. Ils montent dans une voiture qui s'avère être celle pour la prison. Jan et Symon, qui prétendent être de pauvres étudiants, sont arrêtés et chantent en prison la chanson satirique sur la gifle du colonel Ollendorf. Ce dernier apparaît alors dans la prison et leur propose un marché : ils l'aident dans sa mascarade puis seront libres. Ils acceptent.
Symon se fait passer pour le comte Wybicki, un homme riche et voyageur, et Jan pour son secrétaire. Symon doit rendre Laura amoureuse de lui puis lui révéler la vérité après le mariage. Symon et Laura tombent réellement amoureux de même que Jan et Bronislava. Jan promet à Ollendorf de lui dénoncer un membre important de la révolution contre une grosse somme d'argent. Jan utilise l'argent que lui remet le colonel pour donner des armes aux révolutionnaires. L'union de Symon et Laura se fait ; Ollendorf dévoile tout. Mais Jan et Symon sont en fait le duc Casimir et le comte Opalinski. Dans le même temps, les Polonais s'en prennent au palais d'Ollendorf et installe le royaume de Pologne. Symon ou le duc Casimir est le chef des rebelles et prétend à la couronne. La Pologne est libre et les sœurs Nowalska ont trouvé avec Symon et Jan le grand amour.

## Fiche technique
- Titre : L'Étudiant pauvre
- Titre original : Der Bettelstudent
- Réalisation : Georg Jacoby
- Scénario : Walter Wassermann, Lotte Neumann
- Musique : Alois Melichar
- Direction artistique : Fritz Maurischat, Karl Weber
- Costume : Herbert Ploberger
- Photographie : Ewald Daub
- Son : Carlheinz Becker
- Montage : Herbert B. Fredersdorf (de)
- Production : Max Pfeiffer (de)
- Sociétés de production : UFA
- Société de distribution : UFA
- Pays d'origine :  Reich allemand
- Langue : allemand
- Format : Noir et blanc - 1,37:1 - Mono - 35 mm
- Genre : Musical
- Durée : 95 minutes
- Dates de sortie :
  - Troisième Reich : 1er septembre 1936.
  - Royaume de Hongrie : 3 septembre 1936.
  - Finlande : 4 octobre 1936.
  - Danemark : 27 mai 1937.
  - France : 20 août 1937[1].

## Distribution
- Johannes Heesters : Symon Rymanowicz / Le duc Kasimir
- Carola Höhn : Laura Nowalska
- Marika Rökk : Bronislava Nowalska
- Berthold Ebbecke : Jan Janicki / Le comte Opalinski
- Ida Wüst : Palmatica, comtesse Nowalska
- Fritz Kampers : Le gouverneur Ollendorf
- Ernst Behmer : Le geôlier Enterich
- Harry Hardt : Le capitaine
- Hans Schaufuss : Le Fähnrich Henrici
- Wilhelm Bendow : Le coiffeur
- Gerhard Bienert : Le propriétaire de l'animalerie Kinsky
- Karl Platen : Stefan, le serveur
- Paul Schwed : Korporal
- Reinhold Bernt (en) : Pedell
- Herbert Ebel : un étudiant polonais
- Carl Iban : Un prisonnier
- Max Vierlinger : L'adjudant du colonel
- Ernst Deitermann : un étudiant polonais
- Walter Kunkel : un étudiant polonais
- Heinz Piper : un étudiant polonais
- Victor von Zitzewitz : un étudiant polonais
- Isolde Laugs : La concessionnaire polonaise

## Article annexe
- Liste des longs métrages allemands créés sous le nazisme

## Source de la traduction
- (de) Cet article est partiellement ou en totalité issu de l’article de Wikipédia en allemand intitulé « Der Bettelstudent (1936) » (voir la liste des auteurs).